# Seabear
Seabear – islandzka grupa muzyczna pochodząca z Rejkiaviku, śpiewająca głównie w języku angielskim.
Początkowo Seabear był jednoosobowym projektem prowadzonym przez Sindri Sigfússona, jednak rozrósł się o pięciu członków: Örna Ingi, Guggý, Dóriego, Kjartana i Sóley. Muzykę zespołu określa się jako indie folk.
W latach 2007–2008 piosenka Cat Piano została wykorzystana w reklamie BBC promującej film Marzyciel.

## Dyskografia[3]
- 2004: Singing Arc (EP)
- 2007: The Ghosts That Carried Us Away
- 2010: We Built A Fire